# Носовский район
Носо́вский райо́н (укр. Носівський район) — упразднённая административная единица на юго-западе Черниговской области Украины. Административный центр — город Носовка.

## География

Воинский мемориал в деревне Софиевка

Воинский мемориал в Степных Хуторах

Воинский мемориал в деревне Ясна Зирка

Площадь 1152 км².

## История
17 июля 2020 года в результате административно-территориальной реформы район вошёл в состав Нежинского района.

## Демография
Население на 01.01.2006 г. — 34100 жителей., в том числе в городских условиях проживают около 16 тыс. Всего насчитывается 48 населенных пунктов.

## Населённые пункты
- Адамовка
- Андреевка
- Анновка
- Держановка
- Иржавец
- Калиновка
- Кировка
- Киселёвка
- Козары
- Коломийцевка
- Володькова Девиця (в 1928—2016 гг — Красные Партизаны)
- Лихачев
- Макеевка
- Ведмедовка
- Мрин
- Опытная
- Плоское
- Пустотино
- Роздольное
- Ровчак-Степановка
- Степные Хутора
- Селище
- Софиевка
- Ставок
- Тертышники
- Хотиновка
- Шлях Иллича
- Ясна Зирка